# 青溪镇 (青川县)
青溪镇，是中华人民共和国四川省广元市青川县下辖的一个乡镇级行政单位。

## 行政区划
青溪镇下辖以下地区：
场镇社区、大水村、埝坪村、平桥村、东桥村、东方村、阴平村社区村、石玉村、徐坝村、金桥村、青溪村、西坪村、和平村、工农村、联盟村和三龙村。